# ロング島 (ニュージーランド)
ロング島 (ロングとう、英語: Long Island) は、ニュージーランドの南島南西部にあるフィヨルドランドの島である。ロング島は、ダスキー・サウンドの、レゾリューション島の南東にあり、南島本土は、北はボーウェン海峡、南はクック海峡によって隔てられている。
ロング島は長さ12キロメートル (7.5 mi)、幅は最大2キロメートル (1.2 mi)である。